# Pineda de la Sierra
Pineda de la Sierra ist ein kleiner Bergort und eine zur bevölkerungsarmen Region der Serranía Celtibérica gehörende Gemeinde (municipio) mit nur noch 94 Einwohnern (Stand: 2024) in der nordspanischen Provinz Burgos in der Autonomen Gemeinschaft Kastilien-León. Die Kirche San Esteban Protomártir gehört zu den herausragenden romanischen Kirchenbauten im Norden Spaniens und ist als Kulturgut (Bien de Interés Cultural) anerkannt.

## Lage und Klima
Pineda de la Sierra liegt am Oberlauf des Río Arlanzón im Herzen der Sierra de la Demanda in einer Höhe von etwa 1195 m. Die nächstgelegene Stadt ist das etwa 35 km (Fahrtstrecke) südlich gelegene Salas de los Infantes; die Provinzhauptstadt Burgos ist knapp 50 km in nordwestlicher Richtung entfernt. Das Klima ist gemäßigt bis warm; Regen (ca. 655 mm/Jahr) fällt hauptsächlich im Winterhalbjahr.

## Bevölkerungsentwicklung
| Jahr      | 1857 | 1900 | 1950 | 2000 | 2018 |
| Einwohner | 452  | 598  | 310  | 126  | 103  |

Der stetige Bevölkerungsrückgang seit den 1950er Jahren ist im Wesentlichen auf die Mechanisierung der Landwirtschaft, die Aufgabe bäuerlicher Kleinbetriebe und den daraus entstehenden Mangel an Arbeitsplätzen auf dem Lande und speziell in den Bergregionen zurückzuführen.

## Wirtschaft
Wie die Bewohner der meisten Bergorte im Norden Spaniens, so lebten auch die Pinediños jahrhundertelang als Selbstversorger von der Viehzucht (Schafe und Ziegen) und von ein wenig Ackerbau (Gerste und Weizen). Aus der Milch der Tiere wurde ein haltbarer Käse hergestellt, der sich manchmal auf den Märkten der weit entfernten Städte verkaufen ließ. Ähnliches gilt für die Schafswolle, die jedoch auch für die Herstellung der eigenen Kleidung benötigt wurde; aus den Ziegenhaaren wurden Ponchos etc. gewebt. In der zweiten Hälfte des 19. und der ersten Hälfte des 20. Jahrhunderts versuchten viele Zuwanderer ihr Glück als Minenarbeiter in den Bergwerken (Eisen, Kupfer, Blei und Kohle) der Umgebung; diese wurden jedoch sukzessive geschlossen. Mittlerweile spielen der Tages- und Wochenendtourismus sowie die Vermietung von Ferienhäusern (casas rurales) eine bedeutende Rolle im Wirtschaftsleben des Ortes.

## Geschichte
Die erste urkundliche Erwähnung des Ortes stammt aus dem Jahr 932; es ist die Zeit der Wiederbesiedlung (repoblación) der – nach der Eroberung (conquista) durch die Mauren – weitgehend menschenleeren Gebiete im Norden der Iberischen Halbinsel. Durch die Erz- und Kohleminen erlebte der Ort im 19. und frühen 20. Jahrhundert eine kurze Blütezeit.

## Sehenswürdigkeiten

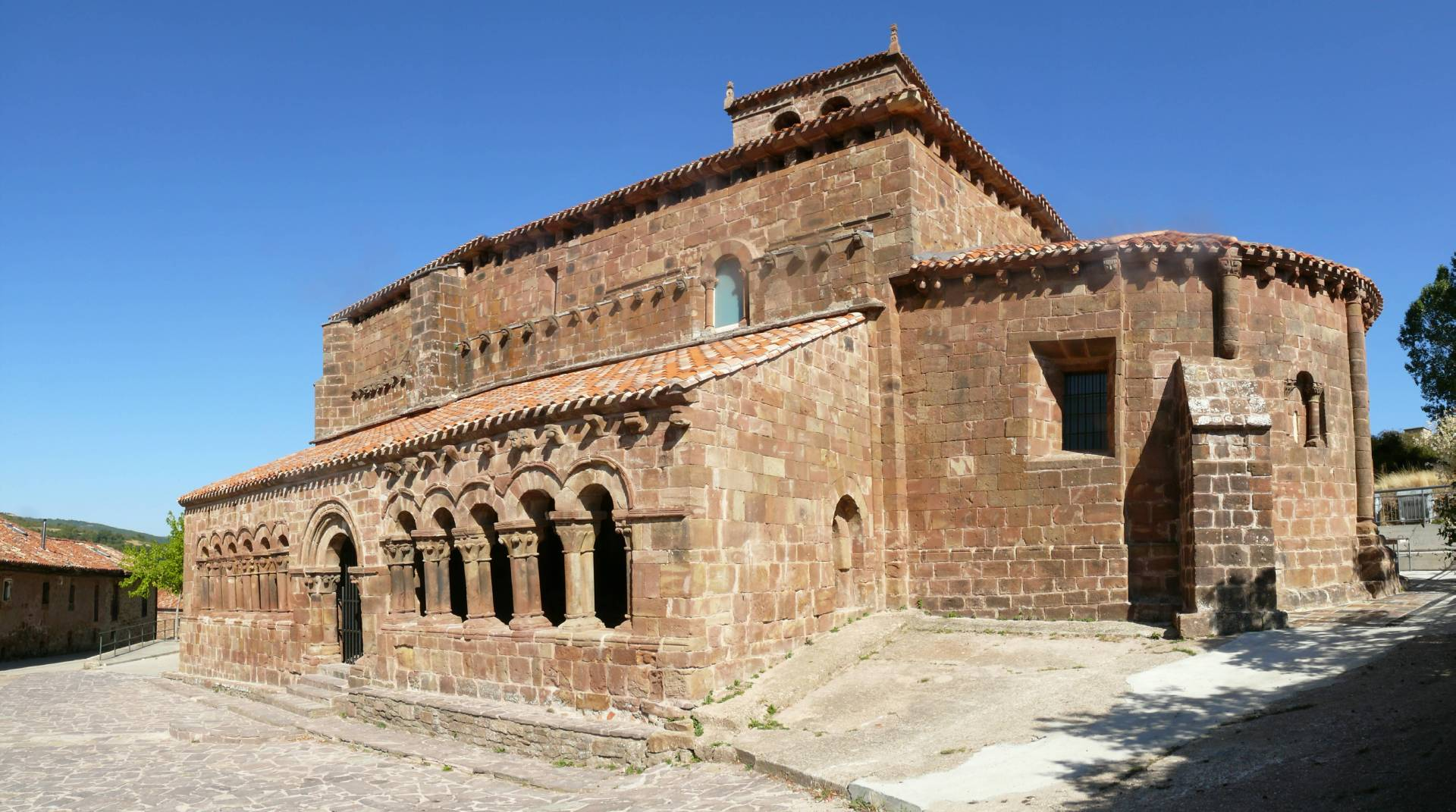
Iglesia de San Esteban Protomartir von Südosten

Die etwa der Mitte des 12. Jahrhunderts zuzuordnende romanische Pfarrkirche (Iglesia de San Esteban Protomartir) beeindruckt vor allem durch ihre Südvorhalle (galería porticada), die gegenüber derjenigen in der Nachbargemeinde Vizcaínos deutlich weiterentwickelt ist. Sie besteht aus einem – leicht aus der Wandflucht hervortretenden – Mittelportal sowie sechs westlichen und fünf östlichen Arkaden, deren Bögen allesamt auf Doppelsäulen mit handwerklich perfekt gearbeiteten und gut erhaltenen Kapitellen aufrufen. Unterhalb der Dachtraufe der Ostteile der Vorhalle und an der Außenwand der Kirche verlaufen zwei figürliche Konsolenfriese mit menschlichen Köpfen und Tierdarstellungen. Das eigentliche Eingangsportal zur Kirche ist durch die Vorhalle geschützt; es besteht aus fünf profilierten Archivoltenbögen, die auf ornamentierten Kämpferplatten aufliegen, die ihrerseits wiederum von perfekt erhalten romanischen Kapitellen getragen werden. Seitlich der Archivoltenbögen befinden sich zwei Figuren, über deren Ikonographie Unklarheit besteht. Das Innere der Kirche ist tonnengewölbt; die Apsis hat eine halbkuppelförmige Kalottenwölbung. Während die Apsis im Äußeren durch vorgelegte Halbsäulen gegliedert ist und unter der Traufe mit einem weiteren Konsolenfries abschließt, zeigt der auf quadratischem Grundriss auf der Nordseite der Kirchen erbaute Glockenturm (campanario) weder Schmuck- noch Gliederungselemente.